# Boeing RC-135
El Boeing RC-135 es un avión de reconocimiento fabricado por la compañía estadounidense Boeing basándose en el Boeing C-135 Stratolifter, que opera en la Fuerza Aérea de los Estados Unidos y ha sido encargado por la Royal Air Force británica. El avión se encarga de recoger información en vuelo dentro del área donde se encuentra desplegado, y proporcionarla casi en tiempo real para su recopilación, análisis y difusión, gracias a sus múltiples antenas y sensores instalados a lo largo del fuselaje.

## Especificaciones (RC-135)

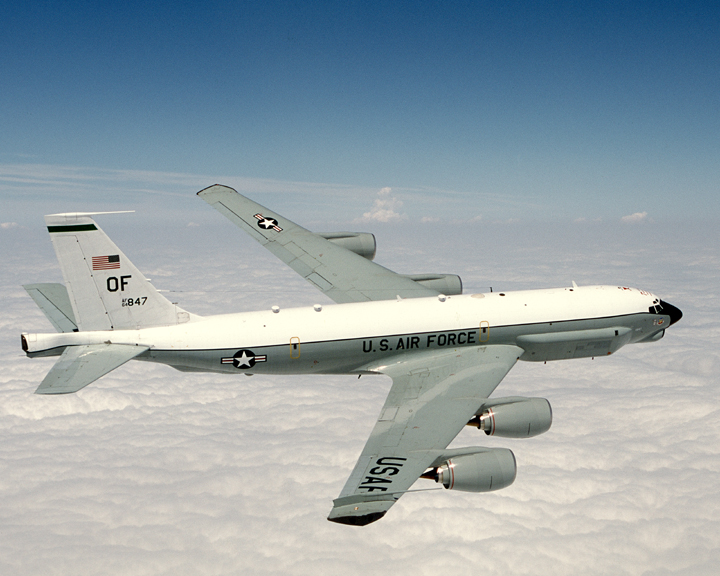
Un avión Combat Sent en vuelo con su cono de nariz, puntas de ala y cola únicos.

### Características generales
- Tripulación: 27 (3 pilotos, 2 navegantes, 22 tripulantes de retaguardia)
- Longitud: 41,53 m
- Envergadura: 39,88 m
- Altura: 12,7 m
- Superficie alar: 226 m²
- Peso vacío: 44.663 kg
- Peso cargado: 135.000 kg
- Peso máximo al despegue: 146.000 kg
- Planta motriz: 4× turbofán CFM International F108-CF-201.
  - Empuje normal: 96 kN (21.634 lbf) de empuje cada uno.

### Rendimiento
- Velocidad máxima operativa (Vno): 933 km/h
- Alcance: 5.550 km
- Techo de vuelo: 15.200 m
- Régimen de ascenso: 1.490 m/min

### Desarrollos relacionados
- Boeing C-135 Stratolifter
- Boeing KC-135 Stratotanker
- Boeing EC-135
- WC-135 Constant Phoenix

### Aeronaves similares
- Boeing 707 Cóndor